# Treibzapfen

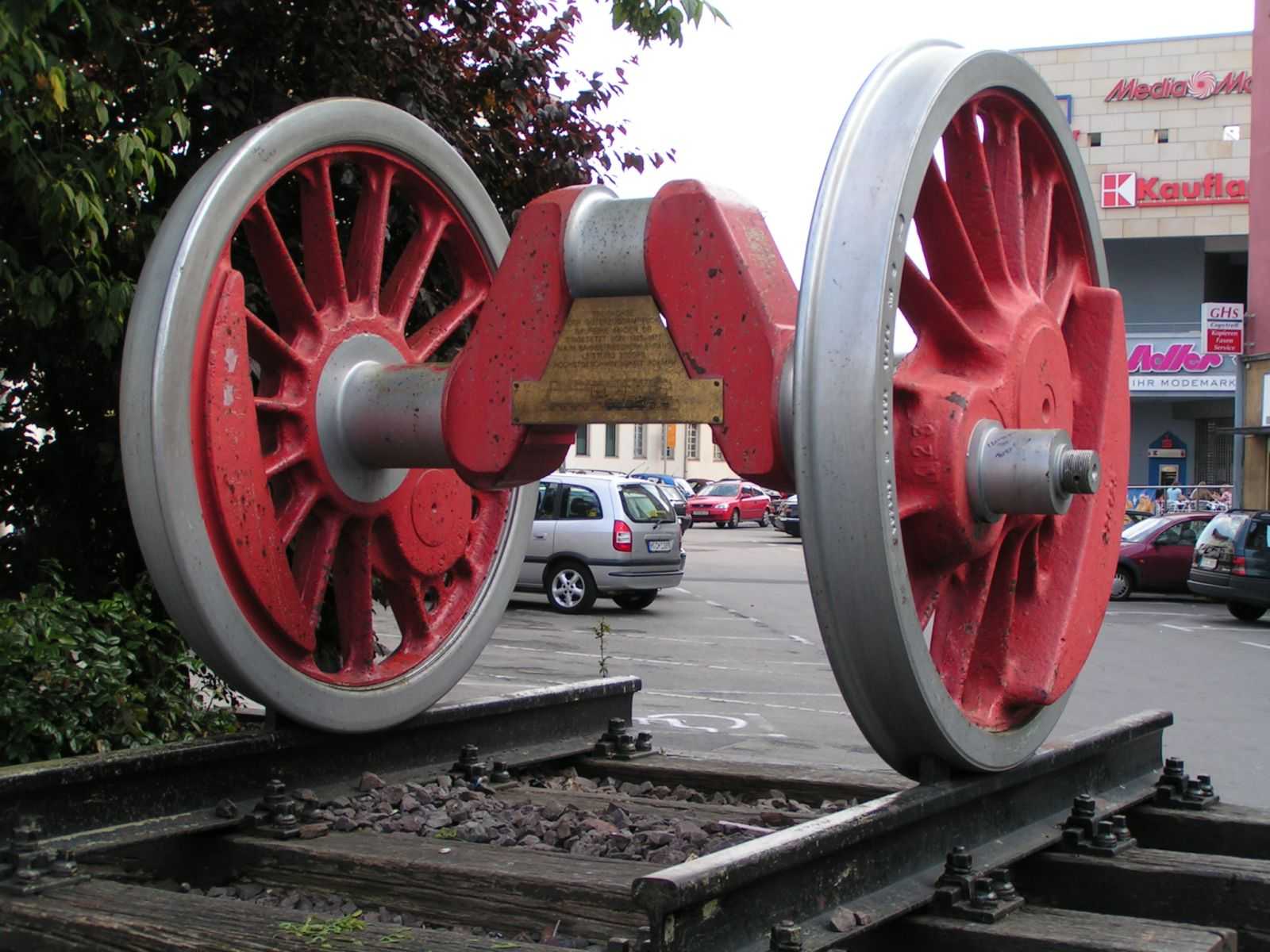
Treibzapfen, rechts. Treibradsatz (Kropfachse) einer Lokomotive der Baureihe 44. Mittig oben die Kröpfung des dritten Zylinders.

Der Treibzapfen (CH: manchmal Triebzapfen) ist ein zylindrischer Zapfen am Treibrad einer Lokomotive, an dem die Treibstange angreift, welche die Kraft vom Zylinder zum Rad weitergibt. Der Treibzapfen ist üblicherweise aus hochwertigem Stahl, da er hohe Kräfte aushalten muss.
Der Treibzapfen einer Lokomotive entspricht bei anderen Kurbeltrieben der Kröpfung einer Kurbelwelle. Auch der Abstand der Mitte des Treibzapfens zur Radmitte wird Kröpfung genannt und ist exakt der halbe Hub des Kolbens.